# Розшарування на колі
Розшарування на колі — це розшарування, в якому шарами є кола {\displaystyle \scriptstyle \mathbf {S} ^{1}}.
Орієнтовані розшарування на колі відомі також як головні U(1)-розшарування. У фізиці розшарування на колі є природними геометричними моделями для електромагнетизму. Розшарування на колі є окремим випадком розшарувань на сфері.
Розшарування на колі поверхонь є важливим прикладом 3-многовидів. Більш загальним класом 3-многовидів є розшарування Зейферта, які можна розглядати як вид «вироджених» розшарувань на колі або як розшарування на колі двовимірних орбівидів.